# Brett Gallant
Brett Philip Gallant (Charlottetown, 18 febbraio 1990) è un giocatore di curling canadese.

## Palmarès

### Mondiali
- 3 medaglie:
  - 1 oro (Edmonto 2017)
  - 1 argento (Las Vegas 2018)
  - 1 bronzo (Moose Jaw 2025)